# Korea Open 2023
Il Korea Open 2023, conosciuto anche come Hana Bank Korea Open per motivi di sponsorizzazione, è un torneo di tennis giocato su campi in cemento all'aperto. È la 19ª edizione del torneo femminile che fa parte del circuito maggiore nell'ambito del WTA Tour 2022 nella categoria WTA 250. Il torneo femminile si gioca dal 9 al 15 ottobre all'Olympic Park Tennis Center a Seul, in Corea del Sud.

## Partecipanti al singolare

### Teste di serie
| Nazionalità | Giocatrice             | Ranking* | Testa di serie |
| ----------- | ---------------------- | -------- | -------------- |
| Stati Uniti | Jessica Pegula         | 4        | 1              |
| Lettonia    | Jeļena Ostapenko       | 17       | 2              |
|             | Ekaterina Aleksandrova | 20       | 3              |
| Rep. Ceca   | Marie Bouzková         | 30       | 4              |
| Stati Uniti | Sofia Kenin            | 31       | 5              |
| Stati Uniti | Alycia Parks           | 43       | 6              |
| Paesi Bassi | Arantxa Rus            | 51       | 7              |
| Regno Unito | Katie Boulter          | 56       | 8              |

* Ranking al 2 ottobre 2023.

### Altre partecipanti
Le seguenti giocatrici che hanno ricevuto una Wild card:
- Back Da-yeon
- Han Na-lae
- Jessica Pegula[1]

Le seguenti giocatrici sono passate dalle qualificazioni:

- Arianne Hartono
- Ku Ye-on
- Liang En-shuo
- Sachia Vickery

La seguente giocatrice è entrata in tabellone come lucky loser:
- Irina Chromačëva

### Ritiri
Prima del torneo
- Irina-Camelia Begu → sostituita da  Eva Lys
- Margarita Betova → sostituita da  Polina Kudermetova
- Kimberly Birrell → sostituita da  Yuan Yue
- Anna Kalinskaja → sostituita da  Ashlyn Krueger
- Tereza Martincová → sostituita da  Jang Su-jeong
- Diane Parry → sostituita da  Laura Pigossi
- Bernarda Pera → sostituita da  Irina Chromačëva
- Wang Yafan → sostituita da  Viktória Hrunčáková

## Partecipanti al doppio

### Teste di serie
| Nazione     | Giocatrice         | Nazione       | Giocatrice            | Ranking* | Testa di serie |
| ----------- | ------------------ | ------------- | --------------------- | -------- | -------------- |
| Giappone    | Eri Hozumi         | Giappone      | Makoto Ninomiya       | 103      | 1              |
| Rep. Ceca   | Marie Bouzková     | Stati Uniti   | Bethanie Mattek-Sands | 109      | 2              |
|             | Irina Chromačëva   | Taipei cinese | Wu Fang-hsien         | 123      | 3              |
| Stati Uniti | Sabrina Santamaria |               | Jana Sizikova         | 133      | 4              |

* Ranking al 2 ottobre 2023.

### Altre partecipanti
Le seguenti coppie di giocatrici hanno ricevuto una wild card per il tabellone principale:
- Back Da-yeon /  Jeong Bo-young
- Choi Ji-hee /  Park So-hyun

La seguente coppia di giocatrici è entrata in tabellone come alternate:
- Liang En-shuo /  Yuan Yue

### Ritiri
Prima del torneo
- Viktória Hrunčáková /  Arantxa Rus → sostituite da  Liang En-shuo /  Yuan Yue

## Campionesse

### Singolare
Jessica Pegula ha sconfitto in finale  Yuan Yue con il punteggio di 6-2, 6-3.
- É il quarto titolo in carriera per Pegula, il secondo della stagione.

### Doppio
Marie Bouzková /  Bethanie Mattek-Sands hanno sconfitto in finale  Luksika Kumkhum /  Peangtarn Plipuech con il punteggio di 6-2, 6-1.